# Egidio Viganò
Egidio Viganò (Sondrio, 29 giugno 1920 – Roma, 23 giugno 1995) è stato un presbitero italiano, rettor maggiore della Congregazione salesiana dal 15 dicembre 1977 fino alla sua morte.

## Biografia
Egidio Viganò nacque a Sondrio il 29 giugno 1920, ottavo figlio di Francesco Viganò e Maria Enrichetta Cattaneo. Nel 1926, iniziò a frequentare la scuola elementare e i genitori lo iscrissero presso un centro giovanile salesiano, ove Egidio ebbe il suo primo contatto con la figura e la spiritualità di Don Bosco. Nel 1929, in occasione della beatificazione di quest'ultimo, Maria Enrichetta Cattaneo compì un pellegrinaggio personale a Torino, dove rimase molto colpita dalle opere che il santo piemontese era riuscito a mettere in pratica. La madre cercò dunque di trasmettere  questa nuova devozione per Don Bosco anche ai suoi figli e, nel 1932, Egidio Viganò decise di iniziare un percorso da aspirantato salesiano presso Chiari, paese in provincia di Brescia. Successivamente, divenne un novizio salesiano presso Montodine nel 1935 e nel 1939 studiò e si laureerò in filosofia a Foglizzo.
Non appena completò gli studi, Egidio fece domanda per entrare a far parte delle missioni salesiane all'estero e, all'età di 19 anni, fu inviato in Cile. Lì insegnò in due scuole salesiane, una situata a Macul e una presso la capitale di Santiago. Successivamente, completò gli studi di teologia nel 1949, laureandosi una seconda volta presso la Pontificia Università Cattolica del Cile.

## Rettor maggiore della Congregazione salesiana
Tra il 1962 e il 1965, Viganò prese parte al Concilio Vaticano II, mentre nel 1968 partecipò a una conferenza del Consiglio episcopale latinoamericano tenuta a Medellín.
Il 15 dicembre 1977, Egidio Viganò fu eletto rettor maggiore della Congregazione salesiana, mentre l'anno dopo fu nominato gran cancelliere della Università Pontificia Salesiana di Roma e membro permanente del Consiglio episcopale latinoamericano.
Durante il suo soggiorno a Roma, divenne uno stretto amico di Giovanni Paolo II, che lo nominò suo confessore personale, mentre il 15 maggio 1984 fu rieletto rettor maggiore della Congregazione salesiana per il suo secondo mandato, durante il quale, il 31 gennaio 1988, Egidio Viganò poté presiedere le celebrazioni per il centenario dalla morte di Don Bosco, in occasione del quale lo stesso Giovanni Paolo II fece visita al Colle Don Bosco. Nel 1990, il Capitolo Generale dei Salesiani elesse Egidio, su dispensa papale (infatti il rettore maggiore può essere normalmente rieletto soltanto una sola volta), per un terzo mandato.
Negli ultimi anni, si ammalò gravemente e fu sostituito in diversi compiti dal presbitero Juan Edmundo Vecchi, futuro rettor maggiore. Morì a Roma il 23 gennaio 1995 all'età di 74 anni.
Inizialmente sepolto presso le catacombe di San Callisto, dal 2017 le sue spoglie mortali riposano nella Cappella delle Reliquie presso il Santuario di Maria Ausiliatrice a Torino.